# Hyalurga flammicollis
Hyalurga flammicollis là một loài bướm đêm thuộc phân họ Arctiinae, họ Erebidae.